# Septoria podagraria
Septoria podagraria är en svampart som beskrevs av Fuckel . Septoria podagraria ingår i släktet Septoria och familjen Mycosphaerellaceae.   Inga underarter finns listade i Catalogue of Life.